# Descodificador d'adreces

Els quatre estats d'un descodificador de 2 a 4

En electrònica digital, un descodificador d'adreces és un descodificador binari que té dues o més entrades per a bits d'adreça i una o més sortides per a senyals de selecció de dispositius. Quan l'adreça d'un dispositiu concret apareix a les entrades d'adreces, el descodificador afirma la sortida de selecció d'aquest dispositiu. Es pot incorporar un descodificador d'adreces d'una sola sortida dedicat a cada dispositiu en un bus d'adreces, o un descodificador d'adreces única pot servir a diversos dispositius.
Un descodificador d'una sola adreça amb n bits d'entrada d'adreça pot servir fins a 2 n dispositius. Diversos membres de la sèrie 7400 de circuits integrats es poden utilitzar com a descodificadors d'adreces. Per exemple, quan s'utilitza com a descodificador d'adreces, el 74154 proporciona quatre entrades d'adreces i setze (és a dir, 24) sortides de selector de dispositius. Un descodificador d'adreces és un ús particular d'un circuit descodificador binari conegut com a "demultiplexor" o "demux" (el 74154 s'anomena comunament "demultiplexor 4-to-16"), que té molts altres usos a més de la descodificació d'adreces.
Els descodificadors d'adreces són elements fonamentals per als sistemes que utilitzen busos. Estan representats en totes les famílies i processos de circuits integrats i en totes les biblioteques estàndard FPGA i ASIC. Es comenten als llibres de text d'introducció al disseny de lògica digital.

## El descodificador d'adreces selecciona la cel·la d'emmagatzematge d'una memòria
Un descodificador d'adreces és un component d'ús comú en microelectrònica que s'utilitza per seleccionar cel·les de memòria en dispositius de memòria adreçables aleatòriament.
Aquesta cel·la de memòria consta d'un nombre fix d'elements o bits de memòria. El descodificador d'adreces està connectat a un bus d'adreces i llegeix l'adreça creada allà. Utilitzant una lògica de commutació especial, utilitza aquesta adreça per calcular a quina cel·la de memòria s'ha d'accedir. A continuació, selecciona aquesta cel·la seleccionant-la mitjançant una línia de control especial. Aquesta línia també es coneix com a línia de selecció. A les memòries dinàmiques (DRAM), hi ha línies de selecció de fila i columna a la matriu de memòria, que estan controlades per descodificadors d'adreces integrats al xip.
Segons el tipus de descodificador, la lògica utilitzada per seleccionar la cel·la de memòria pot ser programable en determinades circumstàncies.

## El descodificador d'adreces selecciona el mòdul de memòria adequat
També s'utilitza un descodificador d'adreces per seleccionar l'adequat dels múltiples mòduls de memòria o xips de memòria quan el bus d'adreces del sistema del processador proporciona una adreça particular.
Amb aquesta finalitat, els mòduls de memòria o els xips de memòria tenen entrades de selecció, normalment anomenades pin de selecció de xip (CS) o pin d'habilitació de xip (CE). Aquestes entrades sovint tenen una funció lògica negativa (CS o CE), és a dir. Es selecciona H. amb un zero lògic adjacent (nivell de tensió baix).
El descodificador d'adreces utilitza la diferent lògica combinatòria per col·locar els mòduls de memòria o xips a l'espai d'adreces d'un processador. Els mòduls de memòria solen tenir una capacitat més petita que l'espai d'adreces. En la majoria dels casos, es poden utilitzar diversos mòduls, encara que tinguin una estructura completament idèntica. Cal assegurar-se que difereixen en l'interval d'adreces.